# Huqúqu'lláh
Huqúqu'lláh (em árabe: ﻘﻮﻕ ﺍﻟﻠﻪ; "Direito de Deus"), é uma lei sócio-econômica e espiritual do Kitáb-i-Aqdas, o livro mais sagrado da Fé Bahá'í. O Huqúq'lláh consiste em se pagar voluntariamente 19% de taxa do excesso (19% daquilo que é necessário para se viver confortavelmente), depois de todos os gastos necessários, para a instituição suprema da Fé Bahá'í. O dinheiro é então utilizado para projetos de desenvolvimento econômico e social no mundo inteiro. Essa lei, de acordo com os Bahá'ís, estabelece as bases para o fim das disparidades sociais (extremos de riqueza e pobreza).[carece de fontes?]
O pagamento da taxa é secreta e voluntária, de decisão pessoal, e deve-se cumprir a lei pelo menos uma vez na vida.[carece de fontes?]